# Liga Nacional Republicana Griega
La Liga Nacional Republicana Griega (en griego: Εθνικός Δημοκρατικός Ελληνικός Σύνδεσμος, ΕΔΕΣ; Ethnikos Dimokratikos Ellinikos Syndesmos, EDES) fue uno de los principales movimientos de la resistencia griega a la ocupación del país por el Eje.

## Origen
El movimiento lo formaron el 9 de septiembre de 1941 los generales antimonárquicos Stilianos Gonatas y Napoleón Zervas. Se nombró al general Nikolaos Plastiras, principal figura republicana en el exilio en Francia, dirigente honorífico. El movimiento, hostil al monarca exiliado Jorge II de Grecia, defendía el mantenimiento del soberano en el exilio hasta que un referéndum decidiese sobre su regreso al país. A diferencia de su principal rival en la resistencia, EAM, EDES, como otras organizaciones menores de la resistencia, no desarrolló un programa político coherente que sirviese como atracción de simpatizantes.
El primer oficial destacado en formar una banda armada en las montañas fue uno de los fundadores de EDES, Napoleón Zervas, tras gran presión británica. Las actividades contra el ocupante comenzaron en julio de 1942 en Epiro, donde se desarrolló toda la actividad militar de la organización.
Junto con comandos británicos y con la colaboración de ELAS, participó en la voladura del puente de Gorgopotamos el 25 de noviembre de 1942. En diciembre, sin embargo, ya se había enemistado con la guerrilla rival.

## 1943
Tras intentos infructuosos de absorber a Zervas en ELAS, este trató de destruir su movimiento en marzo de 1943. El mismo mes, convencido de que el ELAS era más peligroso que la monarquía a la que siempre se había opuesto, Zervas mandó un mensaje conciliatorio al rey, para satisfacción de los británicos aunque no de algunos de los miembros de EDES, que no habían sido consultados.
En abril de 1943 los británicos decidieron apoyar tanto a EDES como a ELAS y el primero recibió numerosos reclutas oficiales, aunque seguía siendo mucho menor en tamaño que ELAS. En la práctica, EDES se había convertido en el ejército particular de Zervas, limitado a su territorio natal en el noroeste de Grecia. En 1943 debía de contar con unos 5.000 hombres.
El 18 de julio de 1943 firmó, con reticencias por los cambios británicos en el acuerdo por sus negociaciones con EAM, el pacto que comprometía a EDES a colaborar en la operación para desviar la atención alemana de los desembarcos Aliados en Sicilia. Zervas fue distanciándose de los políticos republicanos que apoyaban a EDES a la vez que también rechazaba a las figuras más dispuestas a colaborar con los alemanes contra los comunistas, como Gonatas en Atenas.
Agosto de 1943 resultó un mes sumamente crítico en la historia de los Balcanes, pues fue precisamente en esa época cuando el gobierno Británico decidió prestar la máxima ayuda al mariscal Tito de Yugoslavia. Los griegos y los británicos descubrieron también entonces el poderío de los grupos de tendencia izquierdista y republicana en Grecia.
Mientras, Komninos Pyromaglou, representante de EDES, íntimo de Plastiras y aún fiel a los principios originales republicanos de la organización, viajó junto con un agente británico y delegados de ELAS y EKKA al extranjero, firmando el 17 de agosto de 1943 una petición que exigía al rey griego no regresar al país si no era tras un voto favorable de la población, respaldada por todos los delegados y por el propio gobierno en el exilio. El monarca, con el apoyo británico y estadounidense (este menos firme), se negó a aceptar la demanda.
Durante el otoño de 1943, ante lo que parecía la inminente retirada alemana, ELAS atacó las posiciones de EDES. Tras la rendición italiana en septiembre los alemanes desencadenaron un ataque tanto contra las unidades italianas como contra las de la guerrilla. Del 15 de octubre de 1943 al 10 de noviembre de 1943 las fuerzas de Zervas se encontraron combatiendo tanto por las fuerzas alemanas como por las de su rival de la resistencia. A pesar de hallarse en una zona donde se esperaba un inminente desembarco Aliado, los alemanes, que habían infiltrado agentes en EDES tanto en la capital como en las montañas, no deseaban destruir la formación que aseguraba la división de la resistencia griega. Lograron entonces que Zervas aceptase una tregua secreta que permitió a sus tropas concentrarse en asaltar las posiciones de ELAS. Zervas, al igual que los dirigentes de ELAS, contaba con las instrucciones del Alto Mando Aliado en Oriente Próximo de no realizar ofensivas durante el invierno, lo que le permitió firmar la tregua sin infringir aparentemente las instrucciones de los Aliados.
Los infiltrados en EDES proporcionaron información a los alemanes sobre los contactos de Zervas con los Batallones de Seguridad y otras organizaciones nacionalistas, que llevó a cabo con el objetivo de acabar con su colaboración con los ocupantes. La información obtenida también les servía para estar al tanto de las desavenencias entre los grupos de la resistencia y generar propaganda contra esta, especialmente durante la primera fase de la guerra civil a finales de 1943.

## Primera fase de la guerra civil
El enfrentamiento entre ELAS y EDES durante los últimos meses de 1943 y comienzos de 1944 tuvo 4 fases que acabaron sin un vencedor claro:
- De octubre a finales de noviembre ELAS logró el repliegue de las unidades de Zervas a Epiro, a la vez que los alemanes infligían numerosas bajas a ambas formaciones.[13]
- En diciembre hubo un parón en los combates, pareciendo Zervas incapaz de recobrarse.[13]
- A comienzos de enero, sin embargo, EDES contraatacó con éxito, avanzando por Rumeli, a la vez que tenían lugar conversaciones para lograr un armisticio.[13]
- A finales ELAS logró recobrar el territorio perdido hasta el río Aracto.[13] El 4 de febrero de 1944 se firmó el armisticio entre las dos organizaciones.[13]

El conflicto reforzó a los colaboracionistas y debilitó a las guerrillas contra el ocupante. ELAS no logró eliminar a su 
rival.

## Tregua con los alemanes
Aunque todas las guerrillas mantuvieron contactos con las autoridades ocupantes, ELAS lo hizo más esporádicamente y con más discreción que EDES. Esta mantuvo un armisticio general con los alemanes entre diciembre de 1943 y julio de 1944. El objetivo alemán en los tratos con Zervas era mantener desunida a la resistencia aprovechando el anticomunismo de Zervas y evitar su posible colaboración en un desembarco Aliado en los Balcanes. Zervas contaba, sin conocimiento alemán, con la orden de evitar choques con los alemanes hasta que la liberación fuese inminente, y denunció la tregua cuando recibió órdenes del cuartel general de Oriente Próximo en agosto de 1944. A pesar de esto Zervas mantuvo el acuerdo con los alemanes en secreto, sin informar a los Aliados ni a su lugarteniente Piramoglu, sospechando que lo hubiesen rechazado.
Mientras, otros miembros de EDES en Atenas llevaron a cabo una colaboración más estrecha con los alemanes, que Zervas se vio forzado a condenar abiertamente por la presión de ELAS y de los británicos.
El 19 de junio de 1944 Zervas atacó, en una de las raras ocasiones en las que EDES tomaba la iniciativa en los conflictos entre grupos resistentes, a las unidades de ELAS en los alrededores del puerto de Preveza, tomando el control de la zona y facilitando así la llegada de suministros para sus fuerzas desde Italia. El duro ataque alemán contra ELAS en Macedonia en julio impidió la puesta en marcha de los planes de esta para eliminar definitivamente a Zervas.

## Derrota y disolución
En octubre, tras la retirada alemana, Zervas deportó a gran parte de la población albanesa de Epiro, entre la que se contaban numerosos colaboracionistas, a Albania, sin contar con el gobierno central.
A finales de diciembre de 1944 las unidades de ELAS habían conseguido derrotar por fin a las de EDES en Epiro, siendo los restos de las mismas evacuadas por mar en buques griegos y británicos, desde el puerto de Preveza a Corfú el 31 de diciembre de 1944. A la vez que 3 divisiones de ELAS se habían empeñado en el ataque a EDES se libraba la batalla por el control de la capital y los alrededores, en la que ELAS fue derrotada por las tropas del gobierno y las fuerzas británicas reforzadas a comienzos del invierno.
EDES fue oficialmente disuelta a finales de abril de 1945, ingresando Zervas en el nuevo Partido Nacional Liberal de Stilianos Gonatas.